# Comitè Executiu Popular de València
El Comitè Executiu Popular de València va ser una entitat revolucionària creada el 22 de juliol de 1936 per fer front al cop d'estat del 18 de juliol de 1936 que donaria inici a la Guerra Civil espanyola. Estava integrada per les forces del Front Popular i els sindicats CNT i UGT

## Inicis
A València, cap de la III Divisió Orgànica, la persona designada pel general Mola, "El Director", per encapçalar la revolta de juliol de 1936 era el general González Carrasco que havia arribat allí des de Madrid un dia abans de la data assenyalada per a l'alçament, que era el diumenge 19 de juliol a les 11 del matí. Però quan va arribar el moment Gonzalez Carrasco, que durant la nit del 18 al 19 havia hagut de canviar de domicili per evitar ser detingut per la policia, va tenir dubtes i es va tirar enrere, tal vegada influït per la decisió de Lluís Lúcia i Lúcia, cap de la Dreta Regional Valenciana integrada en la CEDA, de proclamar la seva fidelitat al govern i no formar el contingent de combatents que havia promès als militars. També va haver d'influir que a la ciutat des de primeres hores del matí s'estava produint una important mobilització obrera acompanyada del desplegament de la Guàrdia d'Assalt i que els generals i la majoria dels coronels que manaven els regiments era fidels al govern, per la qual cosa tot depenia dels oficials de la Unión Militar Española dirigits pel seu fundador, el comandant d'Estat Major Bartolomé Barba Hernández, que haurien de fer front als oficials prorepublicans de l'UMRA, l'actuació de la qual es va mostrar decisiva. El general Martínez Monje va ordenar l'aquarterament de les tropes a l'espera d'esdeveniments a Madrid o a Barcelona. La notícia de la rendició de Goded a Barcelona al final del dia sembla que va ser determinant perquè l'impuls insurreccional es desactivés a molts cambres de banderes encara que l'"impasse" sobre si revoltaven o no va continuar. L'endemà, dilluns 20 de juliol, les organitzacions obreres, UGT i CNT, es mobilitzen i creen les Milícies Valencianes per controlar els punts neuràlgics de la ciutat i els voltants de les casernes en previsió d'un possible moviment involucionista. L'endemà passat, el dimecres 22 de juliol, neix el Comitè Executiu Popular, integrat per les dues centrals sindicals UGT i CNT i pels partits del Front Popular, que aconsegueix el poder encara que sense arribar destituir les autoritats republicanes. Mentrestant el general Gonzalez Carrasco i el comandant Barba Hernández fugien de València d'amagat. Per contrarestar el poder alternatiu obrer al carrer el govern de José Giral envia a València Diego Martínez Barrio (el polític republicà que havia presidit el govern des de la nit del dissabte 18 a la nit del diumenge 19) al capdavant d'una Junta Delegada del Govern per a Llevant, la missió principal del qual era, a més de restablir l'autoritat del govern de la República, pactar una sortida honrosa per als militars. Però quan el dijous 23 de juliol la Junta Delegada va anunciar la dissolució del Comitè Executiu Popular, aquest es va negar i, davant l'intent de revolta de la caserna de Paterna, proper a la ciutat, va llançar als milicians contra les casernes que van ser presos per força entre finals de juliol i principis d'agost. El 5 d'agost la Junta, davant el fracàs de la seva gestió, reconeixia oficialment al Comitè Executiu Popular, que passava a dirigir tota la política de rereguarda a València, i abandonava la ciutat.
Després de l'inici de la Vaga general del 20 de juliol, els Comitès de Vaga es van unificar sota la direcció de Francisco Gómez (CNT) i Guillén (UGT) en el Comitè Unificat Revolucionari, que va donar pas al CEP, presidit pel coronel Ernesto Arín, que fins llavors havia estat cap de la zona de Reclutament i Mobilització. Després del seu reconeixement pel govern republicà el 5 d'agost la presidència de Comitè es va instal·lar al Palau de la Generalitat Valenciana. El CEP estava integrat per dotze delegats: dos de la CNT, dues de la UGT, un del PSOE, un del PCE, un del Partit Obrer d'Unificació Marxista, un del Partit Sindicalista, un d'Izquierda Republicana, un d'Unió Republicana, un d'Esquerra Valenciana i un del Partit Valencianista d'Esquerra. Durant els primers mesos d'activitat d'aquesta administració es va confiscar i col·lectivitzar el 13% de la superfície de cultiu, formant-se 353 col·lectivitats, 264 dirigides per la CNT, 69 per la UGT i 20 de manera mixta CNT-UGT. Alguns dels representants del CEP van ser el doctor Bosch Morata, delegat de Sanitat i Assistència Social del CEP, José Antonio Uribes, responsable de la Delegació de Milícies del CEP, Manuel Pérez Feliu, membre del CEP i posteriorment membre del Consell Municipal de València en 1939, Josep Benedito delegat de Guerra.
El 16 de setembre a València es crea la Guàrdia Popular Antifeixista, que ràpidament se li coneixerà popularment com la maca, per fer-se càrrec de l'ordre públic. Vindria a substituir la Guàrdia d'Assalt a la ciutat. Estaria composta per militants dels partits antifeixistes i dels sindicats. Es compondrien en seccions de 14 homes cadascuna. Cada 4 seccions estarien comandades per un militar. Estaria comandada pel secretari d'Ordre Públic del CEP, el socialista comandant Navacerrada.
Un dels seus principals desenvolupaments serà el Consell Llevantí Unificat d'Exportació Agrícola (conegut pels seus inicials, CLUEA), creat el 7 d'octubre de 1936. A la fi d'octubre de 1936, la presidència del CEP va passar a les mans de Ricardo Zabalza Elorga, qui va ser nomenat també Governador Civil de València per Largo Caballero. Després dels anomenats Fets d'Octubre, durant els quals es van produir enfrontaments armats pels carrers de la ciutat entre socialistes i anarquistes, el CEP va emetre l'1 de novembre una proclama cridant al cessament de les hostilitats.

## Programa
Malgrat els seus orígens independents, el 2 de novembre de 1936 aprovarà una sèrie de resolucions que suposaran un canvi al seu programa d'actuacions, subordinant-se al govern central, i suggerint la via autonomista com a solució futura. Entre les nombroses resolucions, es troba la formació d'un Consell d'Economia en el si del CEP. El punt 14 de les resolucions del 2 de novembre diu:
| « | Les organitzacions polítiques i sindicals que integren el Comitè Executiu Popular, declaren, que alhora que les altres regions d'Espanya, estimen ha de concedir-se a la regió valenciana el dret a l'autodeterminació, fundant els òrgans propis per governar-se lliurement, a l'igual i en el concert de les altres regions d'Ibèria. Sí, la República serà federativa, o no serà res. Tot centralisme és un concepte feixista i, per tant, hem d'oposar al producte d'aquesta mentalitat el nostre sentiment de llibertat, que no és "disgregador", sinó que produirà una veritable unió, fonamentada en la fraternitat i el respecte mutu. | » |

En aquest mateix mes de novembre de 1936 una milícia anarquista, la Columna de Ferro, dirigida entre altres per José Pellicer Gandia, es presenta a la ciutat de València, en protesta per les reculades que estava sofrint la Revolució en detriment del govern central i l'escassetat d'aprovisionaments que li proporciona el CEP i el Comitè Regional de la CNT de València, produint-se posteriorment enfrontaments pels carrers de la ciutat entre milícies llibertàries i grups comunistes, amb un saldo de més de 30 morts.

## Dissolució
Per la seva banda, el 6 de novembre del mateix any, el Govern de la República decideix traslladar-se a València, per la qual cosa les tensions entre ambdues administracions s'aguditzen. En paraules de Franz Borkenau, observador contemporani dels esdeveniments:
| « | L'arribada del Govern ha ocasionat reformes; hi ha un fiançament del centralisme..., han passat ja els dies en què València estava governada pel CEP, pràcticament independent del Govern central. | » |

És en qualsevol cas en aquest context favorable a l'aprovació d'un Estatut d'Autonomia en el qual la CNT presenta unes "Bases per a l'Estatut d'Autonomia del País Valencià" en desembre de 1936, mentre Esquerra Valenciana presentava en febrer de 1937 un "Avantprojecte d'Estatut d'Autonomia de la Regió Valenciana" i Unió Republicana Nacional, el març de 1937, el seu "Proyecto de Estatuto de Autonomía para el País Valenciano".
Al desembre de 1936 les milícies valencianes dirigides pel CEP intenten prendre Terol sense aconseguir-ho. El CEP de València s'autodissolgué el 8 de gener de 1937, sent rellevat pel Consell Provincial de València.